# Marko Kolsi
Marko Kolsi (Vantaa, 20 de janeiro de 1985)  é um futebolista finlandês.